# カレン・マクドゥーガル

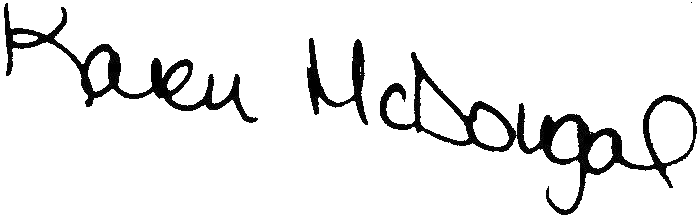
マクドゥーガルのサイン

カレン・マクドゥーガル（Karen McDougal、1971年3月23日 - ）は、アメリカ合衆国のモデル・女優。彼女は『PLAYBOY』1997年12月号のプレイメイト・オブ・ザ・マンスで、1998年のプレイメイト・オブ・ザ・イヤー。2001年、プレイボーイの読者は、マクドゥーガルを「1990年代で最もセクシーだったプレイメイト、No.2」に選出した。
マクドゥーガルは、水着美女コンテストに優勝して水着グラマーモデルを始める前は、プレ・キンダーガーテン (pre-kindergarten) で先生をしていた。プレイボーイ誌への出演以来、彼女は他の雑誌のモデル、テレビコマーシャル、女優等、多種多様なメディアに活躍の場を広げた。メンズ・フィットネス誌の表紙を飾った初の女性モデルとなった事を含め、数々の雑誌で彼女はフィットネスモデルとして成功を収めた。彼女は2001年のオリジナルビデオ『ザ・グラディエーターII ローマ帝国への逆襲 (The Arena) 』に主演し、これはファンタジー・アートの像や人形の創作者達にモチベーションを与えた。2007年現在、彼女はテレビのホストとして仕事を続けている。
マクドゥーガルは幼い頃のバレエ練習とハイスクールスポーツ以来のフィットネスマニアである。そして今なおモデルの仕事における股割りの能力で名高い。彼女は、熱烈なオートバイと自動車のコレクターである。

## 来歴

### 生い立ち
プレイメイトデータシートには彼女はゲーリー (インディアナ州)の生まれであると記載されているが、マクドゥーガルは実際はゲーリーに近いメリルビル (インディアナ州)の生まれである。彼女はチェロキー・インディアンとアイルランドの血を引いている。マクドゥーガルには、3人の兄ボブ、デイブ、ジェフと妹ティナがおり、家族で初の女の子だった。マクドゥーガルが9歳の時、彼女の母キャロルは再婚し、一家は彼女が大学まで過ごす事となるソーヤ（ミシガン州）へ移り住んだ。
マクドゥーガルは、子供の時タップダンスとバレエを学んだ。彼女の子供時代の夢は、教師とモデル以前には、バレリーナになることだった。彼女はリバーバレー・ハイスクールに通い、チアリーダー、バンドメンバー、カラーガード、そしてバレーボールとソフトボールの選手になった。マクドゥーガルは在学中に4年連続で、クラリネット奏者としてミシガン州チャンピオンとなった。彼女はハイスクール時代、その健康的な愛らしさのために「バービー」というあだ名で呼ばれていた。1989年にハイスクールを卒業後、彼女はビッグラピッズ（ミシガン州）のフェリス州立大学に通い、初等教育を専攻した。
2年間の大学生活の後、マクドゥーガルはデトロイト郊外へ移転し、プレ・キンダーガーテンに務めた。水着美女コンテストに出場するよう説得される以前のことである。彼女の専門職上の目標の1つは、子供たちのために学習センターを開くことだった。しかし、2007年現在、彼女は女優とモデルの仕事を続けていて、学習センターの計画は保留の状態となっている。

### 職歴

#### PLAYBOY
1997年に、マクドゥーガルはヴィーナス・スイムウェアの水着美女コンテスト・ミシガン地区大会に挑戦し、優勝した。彼女の勝利はPLAYBOY誌のカメラマン、デイヴィッド・ミーセイの注意を惹いた。間もなく、彼女はPLAYBOY誌よりプレイボーイ・スタジオ・ウェストでテスト撮影を行ないたいという交渉を受け、受諾した。テスト撮影後、即座にマクドゥーガルは採用された。彼女は直ちに写真・ビデオ撮影のために呼び戻され、1997年12月のプレイメイトに選出された。冬をテーマとした彼女のグラビアは、カメラマンリチャード・フェグレイとスティーブン・ウェイダにより撮影された。屋外ロケはユタ州パークシティの近くの雪の多い田園で行なわれた。彼女のビデオ『Playmate Profile』は、彼女の雑誌デビューの直後にプレイボーイテレビで特集された。
1998年5月、マクドゥーガルがヒュー・ヘフナーとファンによって1998年のプレイメイト・オブ・ザ・イヤー（以下PMOY）に選ばれたと、プレイボーイ御殿の午餐会において発表された。彼女には報酬として、賞金100,000ドルと特製のミシガン・ナンバープレート「PMOY 98」を付けられた、特別仕様の高性能ロードスター、シルバーのシェルビー・シリーズ1コンバーチブルが授与された。12月号のグラビアとは対照的に、1998年7月号の彼女のPMOY特集グラビアは熱帯をテーマとし、屋外ロケはセントルシアで行なわれた。彼女のビデオ『Playboy Video Centerfold: Playmate of the Year Karen McDougal』のインタビューによると、彼女は自分の身体的な欠点は「変な」笑顔と祖父から受け継いだ曲がった小指、そして他人に見られたくないと願っている「不格好な足」であると信じている。当時のケーブルテレビ局VH1の人気テレビシリーズ『Pop-up Video』により、彼女のPMOYビデオの一部が、彼女とPLAYBOYに関して根拠のない風評に満ちたパロディと化された。彼女がPMOY商品の宣伝のために『Magic Hour』に出演した時、マクドゥーガルは彼女の目玉となるポーズ・股割りをテレビのライブスタジオの観客の前で披露した。PLAYBOYは、PLAYBOYサイバークラブ（オンラインサービス）、PLAYBOY特別版、PLAYBOYビデオで彼女の製品を発行し続けた。マクドゥーガルは2002年のあるオンラインチャットにおいて、もしオファーがあれば、再びPLAYBOYのためにモデルを務めることはやぶさかでないと表明した。

#### PLAYBOY以降

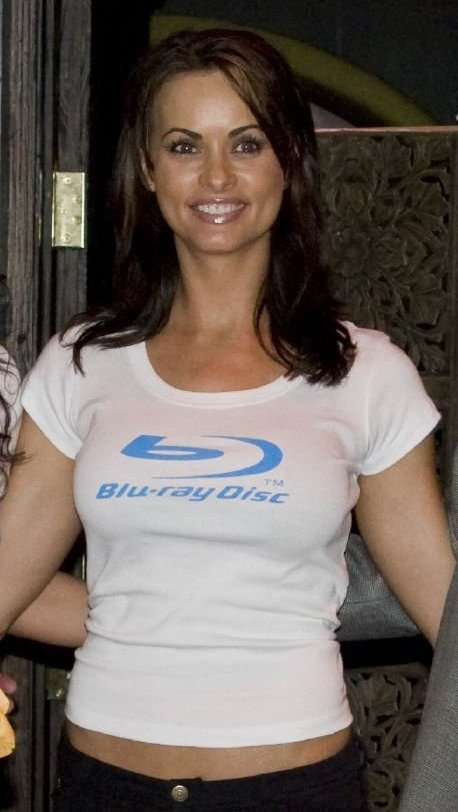
ホームシアターフォーラム2007（ラスベガス）

1999年3月、マクドゥーガルはメンズ・フィットネス (Men's Fitness) 誌の表紙を飾る初の女性となった。それ以来、彼女はいろいろなフィットネスとボディビル雑誌、例えばMuscle & Fitness誌（2000年1月）、Physical誌（2004年6月）、Iron Man誌（2005年10月、2006年1月、2007年6月）に登場し、フィットネスモデルへと仕事の幅を広げていった。彼女は、映画俳優セバスチャン・シーゲルと共に2007年6月のIron Man誌の表紙に、そして、今月の「Hardbody（鍛えられた体）」として2006年1月の同誌に10ページのグラビアが掲載された。PLAYBOY2006年9月号のインタビューにおいて、彼女はフィットネスモデルへの移行は意図的なものではなかったと述べた。
マクドゥーガルは、2000年にペネロープ・ジメネス、レイチェル・スターリング（Rachel Sterling）などと共に、NBCとUPNで流された「チアリーダー」をテーマとするXFLフットボールリーグのセクシーなテレビCMシリーズに出演した。ロッカールームのセットで、シャワーを浴びているチアリーダー達の1人として主演したものが最も有名である。巧みなカメラアングルと効果的に置かれた障害物を使って、CMは視聴者の想像力を刺激し、チアリーダー達が裸でシャワーを浴びているという刺激的な幻想を与えた。これらの尖鋭的なXFLのCMは逆効果となり、また猥褻すれすれとみなされたので、メディアで論争を引き起こした。CMは2001年のXFLリーグ最初の（そして最後の）シーズンの開始前に、静かに取り下げられた。
2001年に、マクドゥーガルはロジャー・コーマンプロデュース、ティムール・ベクマンベトフ監督のオリジナルビデオ『ザ・グラディエーターII ローマ帝国への逆襲』にリサ・ダーガンと共に主演した。全てのシーンは、ロシアで撮られた。映画デビュー作におけるマクドゥーガルの役どころは、腐敗した属州総督に支配される古代ローマ植民地で、女性剣闘士（グラディエーター）として戦いを強いられる奴隷の女性であった。この映画でマクドゥーガルは劇的な役を演じ、一連の剣での戦闘シーンで彼女の身体的能力の高さを示す最初の機会を得た。映画は当初『Gladiatrix』とタイトルが付けられ、『グラディエーター』の類似品と思われた。映画は好評ではなかったが、一部でカルト映画として知られるようになった。
多くの人々は彼女が美しさと「隣の女の子」的魅力と曲線美の身体を兼ね備えた、近年の人気プレイメイトであると認識している。それは2001年11月のPLAYBOY特別版「Sexiest Playmates」における人気投票にも表れている。彼女は「読者の選ぶ1990年代で最もセクシーなプレイメイトNo.2」に選ばれた。（No.1に選出されたのはパメラ・アンダーソンだった。）
2002年、PLAYBOYはマクドゥーガルの写真に基づき限定版ドールを発売した。そしてそれが解剖学的に正確で、彼女の彫像のような肉体の精密なモデルであると強調した。彼女のコレクターズ・フィギュアは当初、シリーズにおいて最初に発売される予定であったが、デザインのやり直しのために遅れた。彼女は2002年に「Wild On!」がブルック・バークの後釜の新しいホスト候補としてリストした12人のライバルの内の1人であった（「Wild Off!」として知られる）。コンテストは、ラスベガスのパームスで行われた。各々のライバル達は「ワイルドな」チャレンジ完遂を定められた。マクドゥーガルのチャレンジは、クレオパトラの扮装をして、ジュリアス・シーザーとして着飾った俳優と腕を組んで一日シーザーズ・パレスのカジノを歩き回ることであった。彼女はチャレンジを完遂し、仲間のライバル達から当初は本命と思われていたが、5人によるファイナルラウンドへは進まなかった。最終的にはシンディ・テイラー（Cindy Taylor）が「Wild Off!」の勝者となった。
2003年、マクドゥーガルは著名な幻想的彫刻家ビル・トマ（Bill Toma）が闘士の王女と名付けられた限定版ブロンズの小彫像をつくる際に協力した。彼女の顔と身体をひな形とした、ファンタジックな虚構の女性の立ちポーズを表したその彫像は、露出度の高いものであった。マクドゥーガルは創作過程でトマのためにポーズをとった。各々の彫像の台には彼女のサインがある。
2004年の春、マクドゥーガルは仲間のプレイメイト、パメラ・アンダーソン、オードラ・リン、 ティシャラ・クレジーノと共にイタリア版ヴォーグに見開き写真で登場した。テニスのメンズファッションのテーマを与えられた見開き写真は、写真家デビッド・ラシャペルによってラスベガスで撮られた。この写真にはPLAYBOYと彼女の契約が数年前に切れた時以来の、初のヌード写真が含まれている。2004年5月、マクドゥーガルはハッスルの横浜での第3回興行の際、プロレスラーのスコット・ホールとケビン・ナッシュ（ジ・アウトサイダーズ）に帯同し来日した。マクドゥーガルはまた、古今のプレイメイトたちと共にラスベガス、ニューヨーク、モスクワで開催されたPLAYBOY50周年の記念祝典に年間を通じて参加した。
マクドゥーガルはロサンゼルスの地区予選を勝ち抜いた後、28人の決勝進出者の1人として、ニューヨークのビーコン・シアターで開催されたWWE・ロウの2004年ディーヴァ・サーチ・スペシャルへと進んだ。スペシャルの模様は2004年7月15日にSpike TVで生中継された。黒いビキニのマクドゥーガルは、2時間スペシャルの間、2ラウンドを生き残ったが、オンライン投票の資格がある最後の10人に選ばれる前に、ジャッジによって最終ラウンドで敗退した。次のラウンドへ進まなかった参加者の中では恐らく彼女が最も有名であったため、彼女が消えた事は観衆を驚かせた。最終的にクリスティ・ヘミが視聴者によって2004年WWE・ロウ・ディーヴァに選ばれた。マクドゥーガルは、2005年のPLAYBOY水着カレンダー「Playmates at Play at the Playboy Mansion」に7月のカレンダーガールとして登場した。カレンダーは2004年にプレイボーイ御殿の敷地内で撮影された。これはPLAYBOYにとって、カレンダーにヌードではない水着のプレイメイトを出演させた初の試みで、スポーツ・イラストレイテッド誌の水着特集号に類似したスタイルのものであった。他のプレイメイトがビキニで登場する中、マクドゥーガルとオオシマ・ヒロミの2人は、実は裸にビキニのボディペインティングを施しただけであった。
彼女は2006年4月9日初放映の、「E! True Hollywood Story of Hugh Hefner」にインタビューを受ける1人として登場した。マクドゥーガルは1997年12月にプレイメイトになった頃、ヒューとキンバリー・コンラッド・ヘフナーの結婚が破綻していったプレイボーイ御殿での体験を簡潔に語った。2006年夏、マクドゥーガルはハリウッド著名人のフィットネス・トレーナー、ヴァレリー・ウォーターズと、全てのエクササイズを実践してみせるフィットネス・モデルとして、フィットネス・トレーニングDVDに出演した。2006年11月、彼女はペイントボールファンマガジン「Splat 」誌の "Celebrity Playmate Gift Guide" というグラビアに、ティナ・ジョーダン、ケイティ・ローマンと共にプレイメイト・トリオとして出演した。グラビアでは2006年ホリデーシーズンのペイントボール新製品を紹介している。
マクドゥーガルは、テレビかスポーツショーの司会者の仕事に興味を持っている。プレイメイト・オブ・ザ・イヤーとしての成功後、彼女はゲスト司会者を務めるテレビ番組（E!テレビジョンの『Wild On!』やShowtimeテレビジョンの『VIP Access』）を持ち、他のテレビ番組（『Lovespring International』、『ザ・オライリー・ファクター』プレイメイト版、『Russian Roulette』など）や映画（『Joe Dirt』、『チャーリーズ・エンジェル』、『クール・ボーダーズ』、『ガール・ネクスト・ドア』、『Raising Helen』 - いずれもカメオ出演）、デイヴィッド・リー・ロスのミュージックビデオ、様々なピンナップ・ポスター、カレンダー、雑誌の表紙、広告キャンペーン、プロモーションイベント、衣類・水着・ランジェリーのカタログに出演している。

## 私生活
マクドゥーガルはスピードのスリルをこよなく愛し、熱心なオートバイライダーで自動車のコレクターである。彼女が最初にモデルを務めたのは、デトロイトのハーレーダビッドソン・バイクショーにおけるイベントコンパニオンとしてであった。2004年に彼女はピンクのカスタムメイドのオートバイを購入し、ポモナ (カリフォルニア州) のイージー・ライダー・コンクールに参加した。彼女のオートバイはベスト・ラディカル（過激な）・カスタム賞を獲得した。彼女は自分自身を「健康マニア」と看做しているが、チョコレートとジャンクフードの中毒であると自称している。余暇には、彼女は体型を保つため週に3日トレーニングをする。彼女が1998年にプレイメイト・オブ・ザ・イヤーとなったとき、彼女のボディマス指数は19だった。彼女は動物好きで、ブリタニーとブランデーという2匹の猫を飼っている。マクドゥーガルは2つのタトゥーを施している。一つは彼女の猫を守る、右足の人差し指の猫のタトゥー、もう一つは彼女のスピリチュアリティを暗示する右耳の後ろの十字架である。
マクドゥーガルの家族は当初、PLAYBOY誌に出るという彼女の決意を支持しなかった。結局は彼らはこれを受け入れ、母親は娘を支持する証しとして、娘のビデオ『Playboy Video Centerfold: Playmate of the Year 1998 』でインタビューに応えている。マクドゥーガルの家族には乳癌の病歴があり、彼女（豊胸手術を受けたことを認めている）は乳癌への意識を高める提唱者である。マクドゥーガルは、（2008年）現在ロサンゼルスとフェニックス (アリゾナ州) に住んでいる。2007年の時点で、マクドゥーガルは自分は独身であると述べている。同年、彼女は何度か俳優のブルース・ウィリスとデートしていた。2008年3月、マクドゥーガルはスペインの雑誌「Interviu」のトップレス・グラビアとインタビュー記事に登場し、ウィリスとの関係について語っている。2008年、ウィリスはモデルのエマ・ヘミングと交際していた。
2017年1月、健康状態が悪化したため豊胸のための挿入物を取り除いた。
2018年、共和党員として投票するよう登録されていると語った。

### ドナルド・トランプとの不倫関係
2016年11月、ウォール・ストリート・ジャーナルは、マクドゥーガルが2006年から2007年にかけて既婚者であるドナルド・トランプと不倫関係にあったと友人に話していたと報じた。また、ナショナル・エンクワイアラーを所有するA360メディア（旧AMI）が、マクドゥーガルに彼女の記事の独占権のために150,000ドルを支払ったが、それが公開されることはなかったとも報じた。AMIはウォール・ストリート・ジャーナルに対し、マクドゥーガルに支払った金額は「トランプに不利な報道を握りつぶすため」ではなく、「彼女が当時結婚していた男性との関係についての独占取材の権利」と「彼女による2年分のフィットネスコラムと雑誌の表紙」のためであったと説明した。2016年6月20日、AMIのチーフ・コンテンツ・オフィサーであるディラン・ハワードは、マクドゥーガルの弁護士事務所で数時間にわたってインタビューを行なった。マクドゥーガルはその後、ABCニュースの調査報道記者と面会し、AMIが2016年8月5日にマクドゥーガルの記事の権利を15万ドルで購入すると申し出たことを認めた。
ウォール・ストリート・ジャーナルは、トランプが共和党候補だった2016年アメリカ合衆国大統領選挙の4日前にこの記事を公表した。トランプはナショナル・エンクワイアラー紙の推薦を受け、尚且つAMIのCEO兼会長のデヴィッド・ペッカーとは友人であった。トランプ陣営のホープ・ヒックスはトランプとマクドゥーガルの関係を否定し、その主張は「真実ではない」と語った。
2018年2月、トランプが大統領に選出されたとき、ザ・ニューヨーカーのローナン・ファローはこの件とAMIの記事購入について書いた。2016年のウォール・ストリート・ジャーナルの記事をほぼ裏付け、この関係は9か月間続いていたとしている。記事はマクドゥーガルの友人がファローに渡した、マクドゥーガルの手書きの回顧録に基づいていた。ファローは回顧録を引用し、マクドゥーガルがトランプと初めて会ったのは2006年6月、ヒュー・ヘフナーがプレイボーイ・マンションで主催したパーティーであったと書いている。トランプはマクドゥーガルと連絡を取り続け、最初のデートで性交渉を持った。彼女によれば彼の家族にも会っており、彼女のためにニューヨークのアパートを購入すると約束した。「紙の証拠」を残すことを避けるため、トランプはマクドゥーガルが彼に会うための航空券代と宿泊代をまず彼女に支払わせ、その後彼女に払い戻した。マクドゥーガルは既婚男性と寝ることに罪悪感を感じたため、2007年4月に不倫関係を終わらせた。またトランプの彼女の母親や彼の女性の知人が付き合っている黒人男性に対する侮蔑的な発言に腹を立ててもいた。
マクドゥーガルはAMIとの合意により不倫疑惑の詳細について話すことを辞退したが、彼女はファローに合意に署名したことを後悔していると語り、「それは私の権利を奪った…私は話すことを許されているのがどこまでなのか分からない。彼の名前を口にすることさえ恐れています。」と述べた。ファローはまた、ペッカーには「埋め合わせるためのストーリー」を買うという「得意な戦術」があると書いている。AMIはマクドゥーガルの話は信用できないので公表しなかったと述べ、ホワイトハウスのスポークスパーソンはこの件を否定した。
2018年3月22日、アンダーソン・クーパーはインタビューを実施、マクドゥーガルはこの件について詳しく説明し、メラニア・トランプに謝罪した。彼女は最初のセックスの後、トランプが彼女にお金を渡そうとしたこと、彼らの関係は10か月続いたこと、彼女が「何十回も」トランプを訪ねたことを話した。
2018年3月、マクドゥーガルは秘密保持契約を無効にすることを目的として、AMIに対してロサンゼルス上級裁判所に訴訟を起こした。2018年4月19日、AMIはマクドゥーガルと和解し、不倫疑惑について話すことができるようになった。
2018年7月、ニューヨーク・タイムズは2016年の大統領選挙の2か月前にトランプの個人弁護士であるマイケル・コーエンが、マクドゥーガルへの支払いについてのトランプとの会話を密かに録音していたと報じた。当時、個人的にトランプを代弁していたルドルフ・ジュリアーニはトランプは録音を知らなかったと言い、会話の2つのバージョンを示した。最初にマクドゥーガルに直接支払う予定であると述べ、次にマクドゥーガルの記事の権利のためにAMIに支払う予定であると述べている。これは、選挙の数日前のウォール・ストリート・ジャーナルの報道に対し、支払いについて「私たちは何も知らない」と答えたヒックスの主張と矛盾しているように見える。
7月25日、コーエンの弁護士であるラニー・デイヴィスが録音をCNNに提供し放送された。トランプとコーエンは表面上はペッカーを指して「私たちの友人デヴィッドに関するすべての情報」の支払い方法について話し合っているように聞こえる。トランプは「150」支払う必要があるかとも尋ねており、コーエンはそれを追認している。報道によればマクドゥーガルはAMIから150,000ドルを支払われた。デイヴィスによると、コーエンは2018年7月2日に「独立を成し遂げ」、その時点で真実を認める準備ができていた。
2018年8月、コーエンは選挙資金法違反の罪状認否で「選挙に影響を与える目的で、連邦公職の候補者の指示で」130,000ドルと150,000ドルの口止め料を、候補者と関係を持ったと主張した2人の女性に支払ったことを認めた。この金額はポルノ映画女優のストーミー・ダニエルズとマクドゥーガルへの支払いと一致している。ダニエルズもまた、2006年にトランプと不倫関係を持ったと証言していた。トランプはコーエンの証言に対し、支払いについては「後から」知らされただけで、選挙資金からではなくポケットマネーからコーエンに返済したと語った。ペッカー、ハワード、アレン・ワイセルバーグ（トランプ・オーガナイゼーションの最高財務責任者）は、支払いに関する証言と引き換えに証言義務の免除特権を認められたと伝えられる。
2019年5月、ニューヨーク州南部地区連邦地方裁判所では口止め料の支払いの隠蔽に関して、トランプや周辺人物がはたした役割の可能性を調査していた。
2019年9月、アメリカ合衆国下院司法委員会は2016年のマクドゥーガルとストーミー・ダニエルズへの口止め料の支払いにトランプが関与した疑いを調査する準備をしていると報じられた。
2021年6月、連邦選挙委員会（FEC）は、ナショナル・エンクワイアラーがアメリカ合衆国の選挙法に違反し、AMIがマクドゥーガルに支払った150,000ドルが違法な選挙資金に相当することを見出した。AMIは187,500ドルの罰金支払いに同意した。FECは政党の方針で均等に分かれていたためトランプについてこれ以上の調査を進めることはできず、トランプは罰せられずFECによるさらなる調査の対象にもならなかった。2023年3月、マンハッタン地区検事はトランプに大陪審の下に出頭するよう要請した。トランプはこの捜査を「共和党の圧倒的な最有力候補を引き摺り落そうとする政治的な魔女狩り」だと非難した。検察官は支払いを調整したトランプの元弁護士であるマイケル・コーエンや、彼の元政治顧問であるケリーアン・コンウェイにも尋問している。

### タッカー・カールソンに対する名誉毀損訴訟
2019年12月5日、マクドゥーガルはFOXニュースに対して名誉毀損訴訟を起こした。訴状によると、ネットワークのメインキャスターであるタッカー・カールソンは、2016年に受け取った口止め料は彼女が個人的にトランプに強要したものだとマクドゥーガルを中傷した。マクドゥーガルはこの言いがかりを否定している。2020年9月24日、トランプ大統領に任命されたマンハッタン連邦地裁のメアリー・ケイ・ヴィスコシル裁判官は「発言は技巧的に誇張されており、政治的討論を促すことを意図した持論解説であり、名誉毀損で訴えるようなものでは無い。」として名誉毀損訴訟を棄却した。裁判官は「番組『全般の主旨』は、[カールソン] が議論する話題は『実際の事実を述べている』のではなく、『誇張』と『字義通りではない論評』を行なっていることを知らせる必要がある。」と付け加えた。同日、FOXニュースは「この判決はFOXニュース・メディアだけではなく、アメリカ合衆国憲法修正第1条のすべての擁護者にとっての勝利である」との声明を発表した。

## PLAYBOY特別版への登場
- 「Playboy's Playmate Review Vol. 14」 1998年8月 - 表紙、P2-3、86-93。
- 「Playboy's Girls of Winter 」 1999年1月 - P1、10-13、60-63、90-91。
- 「Playboy's Playmates in Bed 」 1999年2月 - P3、68-69、92-93。
- 「Playboy's Celebrating Centerfolds Vol. 2」 1999年5月 - 表紙、P3、44-47。
- 「Playboy's Book of Lingerie Vol. 67」 1999年6月 - P36-37。
- 「Playboy's Playmate Tests 」 1999年7月 - P64-67。
- 「Playboy's Barefoot Beauties Vol. 1」 2000年1月 - P66-67、74-75。
- 「Playboy's Centerfolds of the Century 」 2000年5月 - P50-51。
- 「Playboy's Playmates of the Year 」 2001年1月 - P88-89。
- 「Playboy's Nude Playmates 」 2001年5月 - P20-21。
- 「Playboy's Book of Lingerie 」 2001年6月 - P68-69。
- 「Playboy's Girlfriends 」 2001年8月 - P95（ファンレター欄）。
- 「Playboy's Casting Calls 」 2001年11月 - P95（ファンレター欄）。
- 「Playboy's Sexiest Playmates 」 2001年11月 - P84-87。
- 「Playboy's Playmates in Bed 」 2002年2月 - P72-73。
- 「Playboy's Sexy Celebrities 」 2002年3月 - P54-55。
- 「Playboy's Nude Playmates 」 2002年5月 - P95（ファンレター欄）。